# چلپو (کوهسرخ)
چلپو روستایی از توابع بخش مرکزی شهرستان کوهسرخ در استان خراسان رضوی ایران است.

## جمعیت
این روستا در دهستان کوه سفید قرار دارد و براساس سرشماری مرکز آمار ایران در سال ۱۳۸۵، جمعیت آن ۴۸۶ نفر (۱۱۲ خانوار) بوده‌است.